# Rhodanthidium infuscatum
Rhodanthidium infuscatum är en biart som först beskrevs av Wilhelm Ferdinand Erichson 1835.  Rhodanthidium infuscatum ingår i släktet Rhodanthidium och familjen buksamlarbin. Inga underarter finns listade i Catalogue of Life.